# Проспект Победы (Казань)
Проспект Победы (тат. Җиңү проспекты) — шестиполосная магистраль в Казани, имеющая два плавных изгиба и протянувшаяся почти на 10 километров, одна из самых длинных и важнейших магистралей города, главная ось восточной части города, связывающая Советский и Приволжский районы, проходящая в них соответственно через «спальные» кварталы Азино и Горки, а также Деревню Универсиады. Название перспективному проспекту присвоено в 1975 году при праздновании 30-летия Победы в Великой Отечественной войне.

## Расположение
Проходит с севера на юг через Советский и Приволжский районы города от пересечения с улицей Академика Губкина до пересечения с Оренбургским проездом в микрорайоне Солнечный город. В начале 2000-х годов в состав проспекта в его начале (до пересечения с Мамадышским трактом) была включена улица 2-я Азинская. Проспект Победы — одна из основных городских магистралей, ведущих к Солнечному городу, к больничному городку РКБ/ДРКБ и Международному аэропорту «Казань».

## Часть Большого Казанского кольца

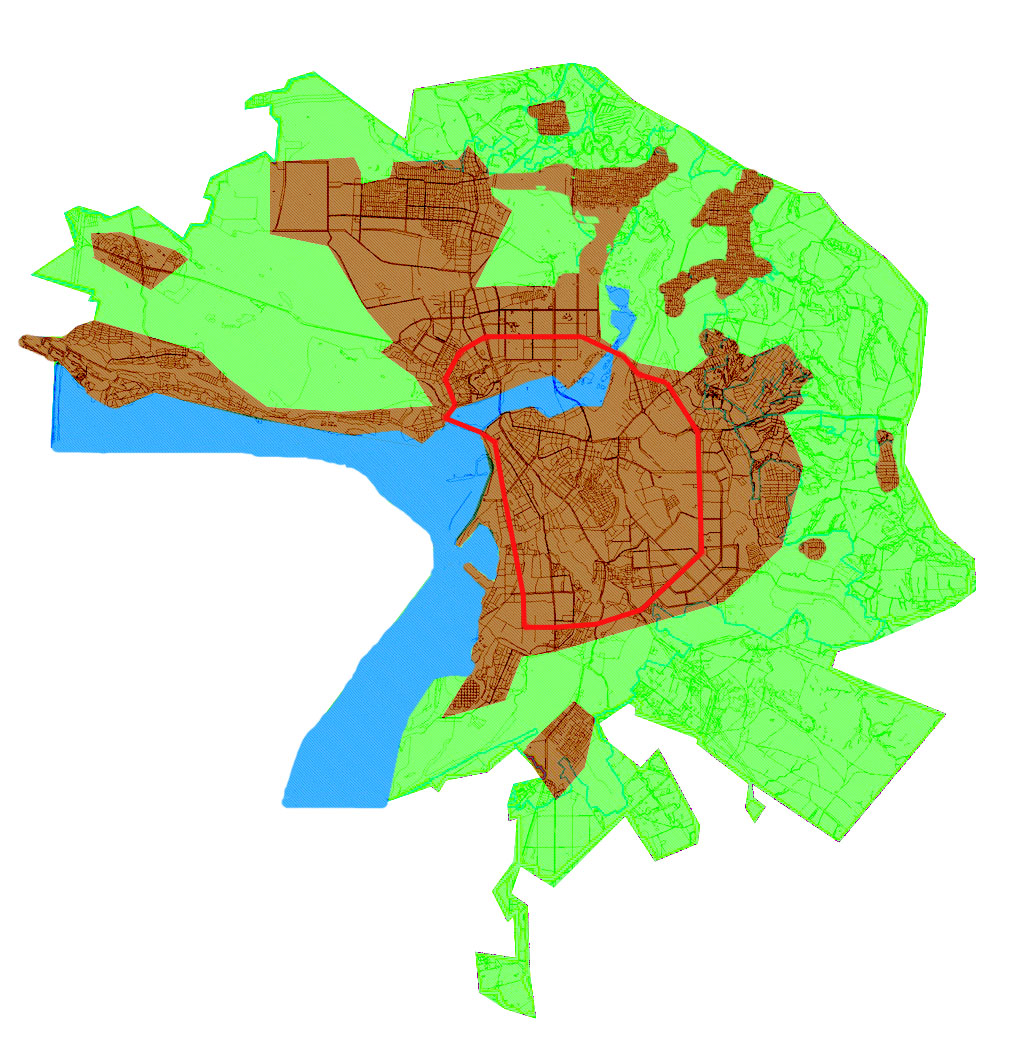
Схема Большого Казанского кольца

Проспект является частью «Большого Казанского кольца», на севере переходит в улицу Академика Арбузова, на юге — в улицу Баки Урманче в Солнечном городе.
Несколько действующих на проспекте транспортных развязок и пешеходных переходов делают его скоростной магистралью почти непрерывного безсветофорного движения.

## История
До начала строительства проспекта существовал 500 метровый участок частного сектора от перекрёстка с улицей Губкина.
| Многоэтажная жилая застройка | Многоэтажная жилая застройка | Многоэтажная жилая застройка | Многоэтажная жилая застройка |
| № дома                       | Год постройки                | Количество этажей            | Примечания                   |
| ---------------------------- | ---------------------------- | ---------------------------- | ---------------------------- |
| 15 корп. 1                   | 1993                         | 14                           |                              |
| 15 корп. 2                   | 1995                         | 14                           |                              |
| 15 корп. 3                   | 1996                         | 14                           |                              |
| 17                           | 1990                         | 9                            |                              |
| 18                           | 1993                         | 9                            |                              |
| 18 корп. 1                   | 1992                         | 9                            |                              |
| 19                           | 1987                         | 9                            |                              |
| 20                           | 1993                         | 9                            |                              |
| 20 корп. 1                   | 1994                         | 9                            |                              |
| 21                           |                              | 9                            | Гостиница «КВАРТ»            |
| 22                           | 1994                         | 10                           |                              |
| 24                           | 1993                         | 10                           |                              |
| 25                           |                              | 9                            |                              |
| 26                           | 1993                         | 5                            |                              |
| 29/57                        | 1983                         | 9                            |                              |
| 30 корп. 1                   | 1995                         | 9                            |                              |
| 30 корп. 2                   | 1995                         | 9                            |                              |
| 30 корп. 3                   | 1995                         | 9                            |                              |
| 30 корп. 4                   | 1995                         | 9                            |                              |
| 32                           | 1998                         | 9                            |                              |
| 33                           | 1976                         | 9                            |                              |
| 34                           | 1987                         | 9                            |                              |
| 35                           | 2002                         | 6                            |                              |
| 35А                          | 2002                         | 11                           |                              |
| 35Б                          | 2005                         | 11                           |                              |
| 38                           | 1988                         | 9                            |                              |
| 39                           | 1978                         | 9                            |                              |
| 40                           | 1988                         | 9                            |                              |
| 41                           | 1977                         | 9                            |                              |
| 42                           | 1988                         | 9                            |                              |
| 43                           | 2001                         | 11                           |                              |
| 44                           | 1987                         | 9                            |                              |
| 45                           | 1976                         | 9                            | Общежитие                    |
| 46                           | 2013                         | 20                           | ЖК «Флагман», дом № 1        |
| 46А                          | 2013                         | 20                           | ЖК «Флагман», дом № 2        |
| 46Б                          | 2013                         | 19                           | ЖК «Флагман», дом № 3        |
| 46В                          | 2013                         | 7                            | ЖК «Флагман», парковка       |
| 47                           | 1975                         | 9                            | Общежитие                    |
| 56                           | 1989                         | 9                            |                              |
| 57А                          | 2002                         | 10                           |                              |
| 57Б                          | 2013                         | 14                           |                              |
| 58                           | 1975                         | 9                            |                              |
| 60                           | 1975                         | 9                            |                              |
| 62 корп. 1                   | 1981                         | 14                           |                              |
| 62 корп. 2                   | 1981                         | 14                           |                              |
| 62 корп. 3                   | 1981                         | 14                           |                              |
| 62 корп. 4                   | 1982                         | 14                           |                              |
| 66                           | 1975                         | 9                            |                              |
| 68                           | 1975                         | 9                            |                              |
| 70                           | 1975                         | 9                            |                              |
| 72                           | 1974                         | 9                            |                              |
| 72А                          | 1976                         | 9                            |                              |
| 76                           | 1993                         | 10                           |                              |
| 78                           | 2000                         | 17                           |                              |
| 80                           | 1993                         | 10                           |                              |
| 84                           | 1992                         | 10                           |                              |
| 88                           | 1992                         | 9                            |                              |
| 90                           | 2013                         | 16                           |                              |
| 98                           | 1992                         | 9                            |                              |
| 100                          | 2000                         | 15                           |                              |
| 102                          | 1992                         | 9                            |                              |
| 106                          | 1991                         | 9                            |                              |
| 120                          | 1997                         | 12                           |                              |
| 122                          | 1997                         | 9                            |                              |
| 124                          | 1997                         | 9                            |                              |
| 126А                         | 2004                         | 14                           |                              |
| 128                          | 1996                         | 10                           |                              |
| 130                          | 1999                         | 10                           |                              |
| 132                          | 1998                         | 10                           |                              |
| 134                          | 1998                         | 10                           |                              |
| 136                          | 1998                         | 10                           |                              |
| 138                          | 1997                         | 10                           |                              |
| 139 корп. 1                  | 2016                         | 18                           | ЖК «Победа», 1-я очередь     |
| 140                          | 1997                         | 10                           |                              |
| 142                          | 1998                         | 9                            |                              |
| 144                          | 1998                         | 9                            |                              |
| 146                          | 1998                         | 9                            |                              |
| 152/33                       | 2002                         | 19                           |                              |
| 156                          |                              | 16                           |                              |
| 158                          | 1999                         | 11                           |                              |
| 158 корп. 1                  | 1999                         | 10                           |                              |
| 160                          | 2000                         | 10                           |                              |
| 164                          | 1999                         | 10                           |                              |
| 166                          | 2001                         | 5                            |                              |
| 168                          | 2004                         | 16                           |                              |
| 172                          |                              | 9                            |                              |
| 172 корп. 1                  |                              | 5                            |                              |
| 174                          | 2001                         | 5                            |                              |
| 176                          | 2001                         | 5                            |                              |
| 178                          | 2001                         | 9                            |                              |
| 178А                         | 2002                         | 9                            |                              |
| 178Б                         | 2001                         | 9                            |                              |
| 182                          | 2003                         | 19                           |                              |
| 184                          | 2003                         | 19                           |                              |
| 186                          | 2003                         | 19                           |                              |
| 190                          | 2001                         | 9                            |                              |
| 192                          | 2001                         | 9                            |                              |
| 210                          | 2010                         | 10                           |                              |
| 210А                         | 2010                         | 10                           |                              |
| 210Б                         | 2010                         | 10                           |                              |
| 212А                         | 2010                         | 10                           |                              |
| 216Б                         | 2016                         | 11                           |                              |
| 222                          | 2010                         | 10                           |                              |
| 222А                         | 2010                         | 10                           |                              |
| 222Б                         | 2010                         | 10                           |                              |
| 224                          | 2010                         | 10                           |                              |
| 224А                         | 2010                         | 10                           |                              |
| 224Б                         | 2010                         | 10                           |                              |
| 226                          | 2003                         | 5                            |                              |
| 226А                         | 2003                         | 5                            |                              |
| 230                          | 2006                         | 10                           |                              |

## Развязки

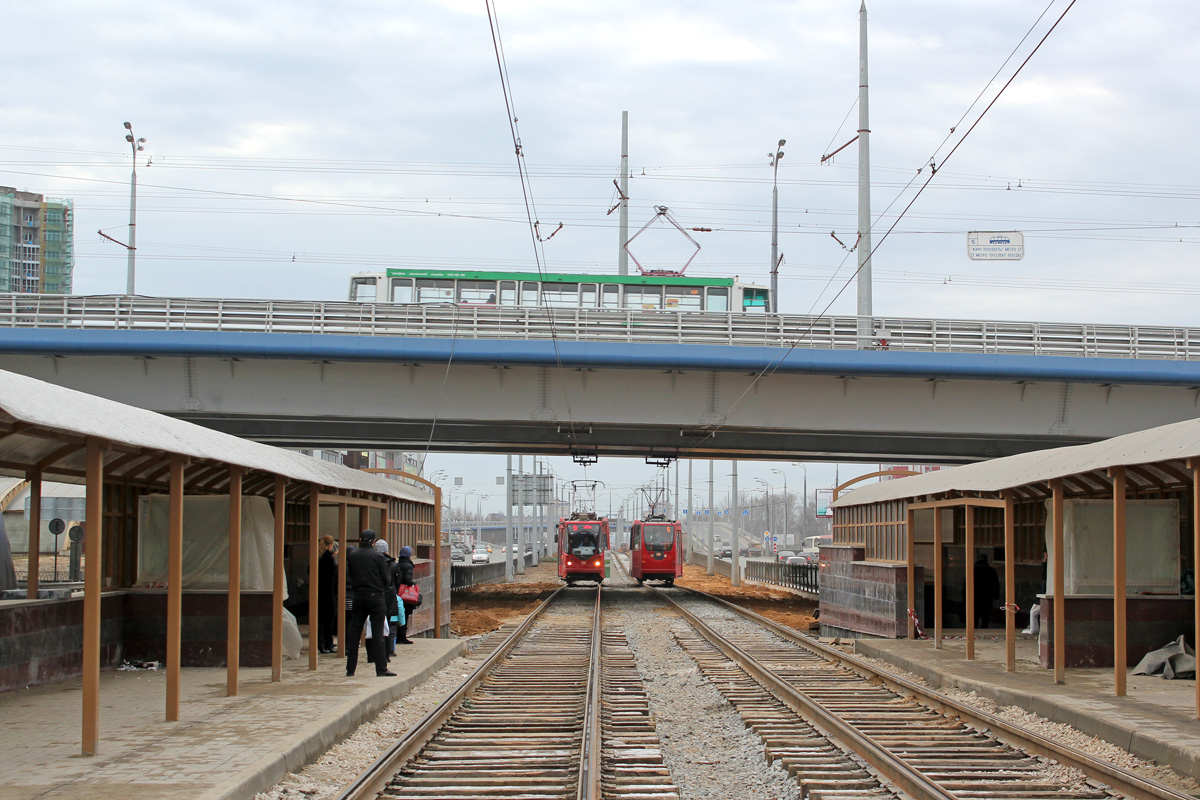
Развязка с улицей Рихарда Зорге

В середине 1980-х годов на проспекте были сооружены две развязки — на пересечении с Оренбургским трактом (1984) и на пересечении с Мамадышским трактом (1985).
С учётом двух сооруженных в 2010-х годах развязок (имеющих основные эстакады дополнительные эстакадные развороты), проспект имеет четыре многоуровневые автомобильные развязки: через Мамадышский тракт (по эстакаде), через улицу Сахарова (под эстакадой), через улицу Зорге (под эстакадой), через Оренбургский тракт (под эстакадой).
С 1 июня 2013 года на проспекте Победы полностью запрещены левые повороты и развороты.

## Пешеходные переходы
Несмотря на строительство «с нуля» в конце XX века и на положение важнейшей транспортной магистрали в двух крупных «спальных» районах города (Горки и Азино) с наличием оживлённых перекрёстков и остановок разных видов транспорта, на проспекте долгое время был только один подземный переход, причём в малолюдном месте — на пересечении с улицей Сафиуллина. Значительное время спустя, некрытый надземный пешеходный переход на пересечении с улицей Сахарова был построен благодаря частным инвестициям (торговой сети IKEA).
Только в середине-конце 2000-х годов осуществлено строительство ряда других крытых надземных переходов на пересечениях проспекта с другими улицами, а также подземных переходов при станции метро. Построены остеклённые крытые надземные переходы у улиц Файзи и Глушко, а также один из подземных переходов у улицы Зорге со входом на станцию «Проспект Победы».
К Универсиаде-2013 одновременно с развязками построены остеклённые крытые надземные переходы у улиц Губкина, Чишмяле,  на остановке общественного транспорта Тектоник. Построен второй из подземных переходов у улицы Зорге, а также реконструирован в крытый остеклённый надземный переход у улицы Сахарова.

## Общественный транспорт
По проспекту Победы проложены маршруты большого количества автобусов и трамвая. Для движения общественного транспорта предусмотрена специальная выделенная полоса.
Одна из немногих в стране в конце XX века, новая трамвайная линия была сооружена к 100-летнему юбилею казанского трамвая в 1999 году на всём протяжении проспекта до пересечения улицей Зорге. До 2008 года по ней курсировали три маршрута трамвая — № 19 и встречно-кольцевые № 20, 21, самые длинные в мире. В 2011—2012 годах маршрут № 19 был временно закрыт и одновременно со строительством развязок и подземных и надземных пешеходных переходов на проспекте проводились строительство новых трамвайных путей до микрорайона Солнечный город и реконструкция существовавших трамвайных путей с укладкой специальных оснований и рельс для запуска к Универсиаде 2013 года преобразованного из маршрута № 19 скоростного (ускоренного) трамвая, имеющего большее обособление и более высокую скорость (до 80 км/ч) и среднюю скорость (24 км/ч) чем у обычного трамвая. Маршрут № 5 скоростного трамвая первого этапа пущен по всему проспекту от Солнечного города и далее в Новое Савиново, Большую Крыловку и к вокзалу 31 октября 2012 года. Планируется проложить трамвайные пути от Солнечного города к посёлку Борисково, после чего маршруты скоростного трамвая станут встречно-кольцевыми.
С конца 2008 года на пересечении проспекта c улицей Зорге действует станция «Проспект Победы» первой (Центральной) линии Казанского метрополитена. Согласно генеральному плану города, предусмотрены продление второй (Савиновской) линии метро с небольшим участком вдоль проспекта (и возможными станциями «Мамадышский тракт» и «Улица Сахарова»), а также прохождение насквозь проспекта перспективной Заноксинской линии.

## Объекты, расположенные на проспекте

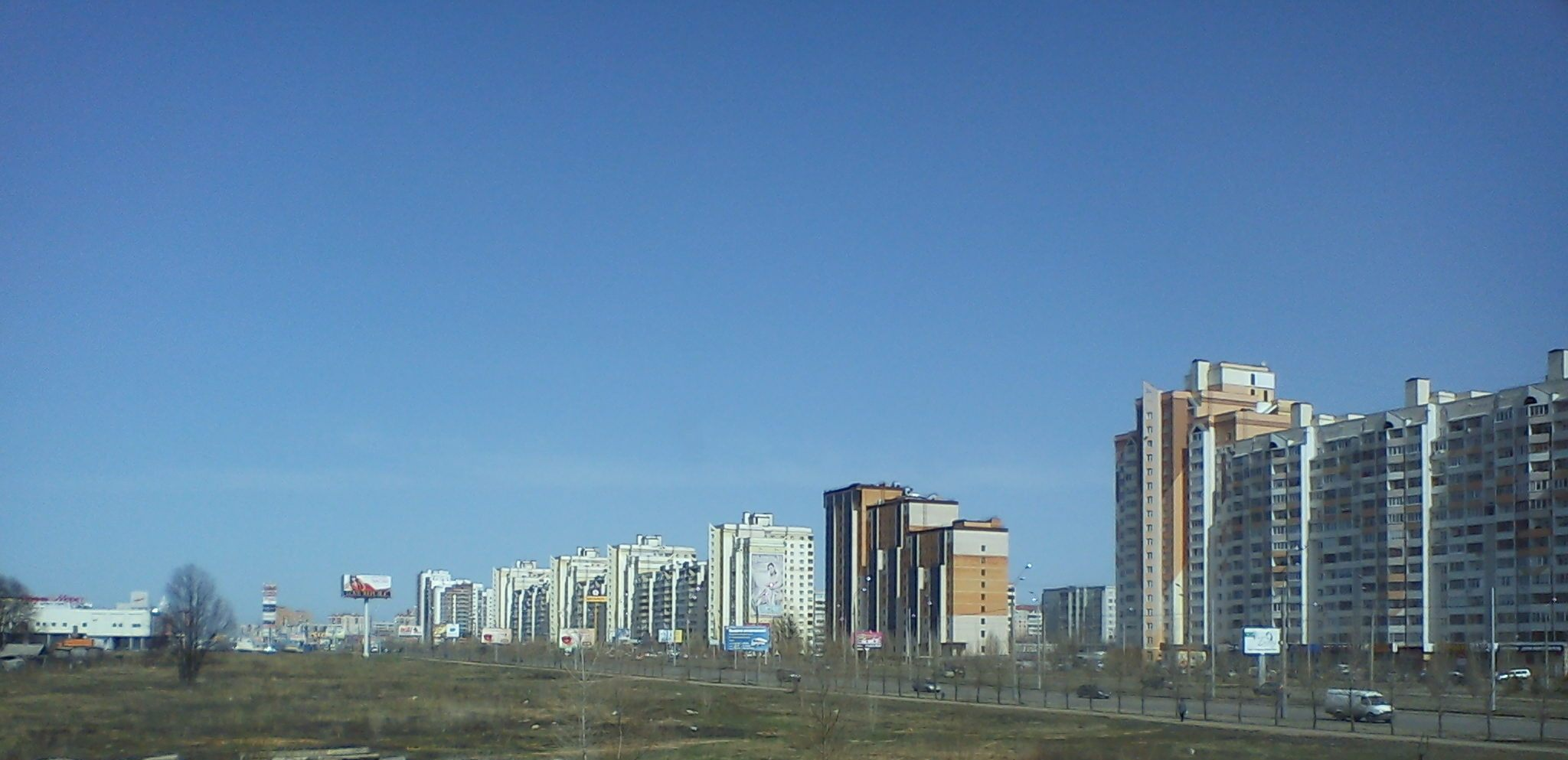
Вид на проспект из РКИБ

Помимо жилых, деловых, прочих торговых и общественных зданий, на проспекте расположен ряд примечательных объектов городского и районного значения.
- Российская академия правосудия, Казанский филиал (пр. Победы, 7а)
- «Мегастрой» — сеть крупных строительно-хозяйственных гипермаркетов (Азинская 2-я, 7б, пр. Победы, 101)
- Торгово-развлекательный комплекс «Мега» — один из крупнейших в Поволжье торговых центров, построен в начале 2000-х годов у пересечения с улицей Академика Сахарова (пр. Победы, 141). В молле располагаются в том числе гипермаркеты торговых сетей — OBI, М.Видео, «Бэхетле». Внутри молла организована большая полуоткрытая автопарковка.
- Общежитие ДРКБ (пр. Победы, 45).[9]
- Торговый комплекс «Южный»-Ашан — крупный торговый центр районного значения (пр. Победы, 91). В центре располагаются, в том числе, гипермаркет «Ашан» и кинотеатр «Киномакс».
- Городская инфекционная больница (пр. Победы, 83).
- Горкинско-Ометьевский лес.
- Сквер Славы с барельефом памяти, аллеями и пр. (после пересечения с улицей Зорге).
- гостиница «Кварт» (позади сквера Славы).
- станция метро «Проспект Победы».
- ресторан быстрого питания «Вкусно и точка» (ул. Зорге, 66а, за станцией метро).
- Приволжский рынок — один из самых больших продуктово-вещевых рынков города (ул. Зорге, 66).
- Торговый комплекс «Проспект» — крупный торговый центр районного значения в двух корпусах, имеет в том числе гипермаркет «Перекрёсток» (пр. Победы, 50).
- Торговый комплекс «Сити Центр» — крупный торговый центр районного значения в двух корпусах, имеет в том числе гипермаркеты «Бахетле», Эльдорадо, Техносила, ДОМО (ул. Ак. Парина, 1, 3).
- Деревня Универсиады, включая выходящие на проспект её медиацентр, плавательный бассейн «Буревестник», стадион, Академию тенниса (начиная от пересечения с улицей Х.Мавлютова).
- Республиканская клиническая больница (РКБ) (поодаль от пересечения с Оренбургским трактом).

## Почтовые индексы
- Приволжский район Казани:

дома 15-21 нечётная сторона, 18-44 чётная сторона — 420138,
дома 29-71 нечётная сторона, 46-72 чётная сторона — 420110
- Советский район Казани:

дома с 120 чётная сторона — 420100,
дома 76-118 чётная сторона — 420140